# Lucretia Longshore Blankenburg

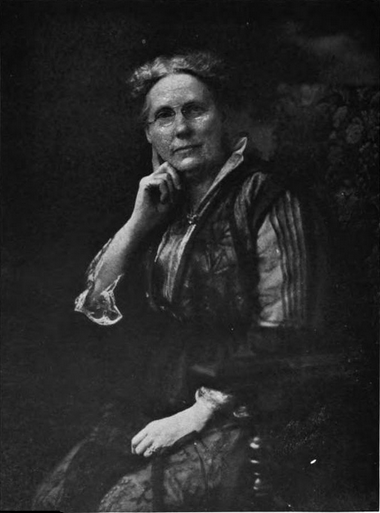
Lucretia L. Blankenburg, 1915

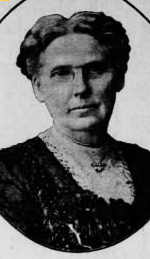
Lucretia Longshore Blankenburg, 1912

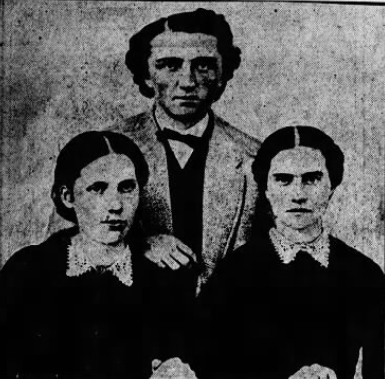
Lucretia Longshore Blankenburg, Rudolph Blankenburg und ihre Tante Julia A. Myers, 1867

 Lucretia Longshore Blankenburg  (* 8. Mai 1845 in Lisbon (Ohio), Ohio; † 29. März 1937 in Philadelphia, Pennsylvania) war eine amerikanische Frauenrechtlerin und Sozialreformerin. Sie war von 1892 bis 1908 Präsidentin der Pennsylvania Woman Suffrage Association.

## Leben und Werk
Blankenburg wurde als Tochter der Ärztin Hannah Longshore und des Lehrers Thomas Ellwood Longshore auf einer Farm in der Nähe von New Lisbon, Ohio, geboren. Blankenburg wurde nach Lucretia Mott benannt, die eine Freundin ihrer Mutter war.  Als sie sechs Monate alt war, zogen ihre Eltern mit ihr und ihrem Bruder nach Attleboro und fünf Jahre später nach Philadelphia, damit ihre Mutter dort die medizinische Fakultät besuchen konnte. Diese absolvierte mit ihrer Schwester Anna M. Longshore-Potts die erste Klasse des Woman's Medical College in Pennsylvania und war die erste Frau, die in Pennsylvania Medizin praktizierte.
Blankenburg besuchte die Friend's Central School in Philadelphia, das Bryant and Stratton Commercial College und schrieb sich anschließend am Woman's Medical College ein. Sie entschied sich aber das Medizinstudium nicht fortzusetzen.
1867 heiratete sie den aus Detmold eingewanderten Textilverkäufer Rudolph Blankenburg, mit dem sie drei Kinder bekam. Da ihre Kinder vor Erreichen des Erwachsenenalters starben, adoptierte sie mit ihrem Mann später eine Tochter. 1871 reiste sie mit ihrem Mann nach Europa, um seine Familie auf der ersten ihrer acht Europareisen zu besuchen. Sie arbeitet mit ihrem Mann in seiner Firma und später in der Textilfirma, die er 1875 gründete. Sie schloss sich mit ihrem Ehemann  einer Gruppe an, die verschiedene Wohltätigkeitsorganisationen in Philadelphia organisierte und trat dem New Century Club bei, der von den Mitgliedern des Woman's Centennial Committee gegründet wurde.

## Einsatz für das Gemeinwohl in Philadelphia
Nach der Centennial Exposition 1876 in Philadelphia begann sie mit ihrem Mann ihre Arbeit für die Öffentlichkeit. Es gab nur wenige Frauenclubs und die Mehrheit der existierenden Clubs richtete literarische und musikalische Veranstaltungen aus. Ein Komitee des New Century Club, dessen Mitglied und Mitbegründerin Blankenburg war, setzte sich für Abendkurse für berufstätige Frauen ein. Blankenburg war Vorsitzende des Bildungsausschusses des New Century Club und die Abendkurse wurden im Gebäude des New Century Club abgehalten. Blankenburg unterrichtete Buchhaltung und half auch bei der Planung der Kochkurse und bei der Koordinierung der Finanzierung der Hilfsorganisation New Century Guild. Diese Organisation förderte und unterstützte berufstätige Frauen, bis diese sich alleine versorgen konnten.
Durch das von ihr geleitete New Century Club-Komitee für Bildungsangelegenheiten half sie 1883 Anna Hallowell Kindergärten an öffentlichen Schulen in Philadelphia einzuführen. Sie arrangierte auch die Ernennung von Hallowell als erstes weibliches Mitglied des Philadelphia Board of Education. In Zusammenarbeit mit dem New Century Club installierten Blankenburg und ihre Mitarbeiterinnen 1886 die erste Polizeimatrone in Philadelphia. Es wurden vier Polizeimatronen ernannt und die Innovation war so erfolgreich, dass die Polizeimatrone Teil des Polizeisystems wurde. Blankenburg verbesserte Philadelphias Trinkwasser durch Sandfiltration und startete 1891 eine erfolgreiche Initiative, die vom New Century Club sowie von Wahl- und Arbeitsorganisationen unterstützt wurde, um Frauen als Fabrikinspektorinnen zu ernennen.
In den 1890er Jahren startete Blankenburg eine Kampagne, um Frauenclubs für das Frauenwahlrecht zu gewinnen. Zuerst erhielt sie die Zulassung von Wahlrechtsverbänden in der State Federation of Pennsylvania Women und setzte sich dann dafür ein, dass die staatlichen und nationalen Verbände das Wahlrecht für Frauen unterstützten. 1908 wurde sie Rechnungsprüferin des Allgemeinen Verbandes der Frauenclubs und veranlasste 1910, 1912 und 1914 die Vorlage eines Wahlrechtsbeschlusses.

## Präsidentin der Woman Suffrage Association
1892 wurde sie zur Präsidentin der Pennsylvania Woman Suffrage Association gewählt, ein Amt, in dem sie bis 1908 tätig war. Während ihrer Präsidentschaft wurden zwei Gesetzesvorlagen in Pennsylvania eingereicht. Eine, die für Mütter die gleiche Vormundschaft wie Vätern gegenüber minderjährigen Kindern einräumte, wurde nach der Änderung verabschiedet. Die andere, die Witwen den gleichen Erbanteil wie Witwern gab, scheiterte. 1903 führte sie eine aktive Kampagne gegen die Rauchbelästigung in Philadelphia.
Bei ihrem siebten Besuch in Europa war Blankenburg 1904 als Delegierte aus Philadelphia bei der zweiten Konferenz der International Woman Suffrage Alliance in Berlin und hielt eine Ansprache über die Rechtslage von Frauen in den Vereinigten Staaten.
Ihr Ehemann wurde 1911 zum Bürgermeister von Philadelphia gewählt und sie wurde zur Vizepräsidentin der Patrons 'Section der National Education Association und zur ersten Vizepräsidentin der General Federation of Women’s Clubs ernannt. Sie unterstützte ihre eigenen Stadtclubs, die Pennsylvania Federation of Women’s Clubs und die General Federation of Women’s Clubs und hatte viele Clubbüros in Philadelphia und Pennsylvania. Sie war Ehrengast und Rednerin bei vielen lokalen Clubtreffen und Banketten. 1914 schloss sie sich mit Marie Jenney Howe aus New York City einer feministischen Kampagne gegen die Kennzeichnung verheirateter Frauen mit dem Namen ihres Mannes an.

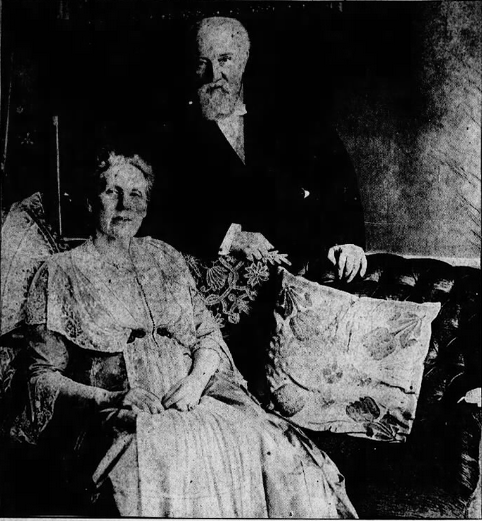
Lucretia Longshore Blankenburg und Rudolph Blankenburg am 50. Hochzeitstag, 1917

1920 unternahm Blankenburg eine 11.000-Meilen-Autofahrt nach Kalifornien und zurück und nahm unterwegs an der alle zwei Jahre stattfindenden Tagung des Allgemeinen Verbandes der Frauenclubs in Des Moines, Iowa, teil. 1925 nahmen 1400 Menschen an ihrem achtzigsten Geburtstag teil und dreitausend Frauen besuchten ihr Abendessen zum neunzigsten Geburtstag in der Kongresshalle von Philadelphia. Sie war derzeit Amerikas älteste aktive Clubfrau.

## Veröffentlichungen (Auswahl)
- Pennsylvania law concerning women. 189?.
- The Blankenburgs of Philadelphia. 1928.